# مارسيو روسيني
مارسيو روسيني (بالبرتغالية: Márcio Rossini‏) هو لاعب كرة قدم برازيلي في مركز الدفاع، ولد في 20 سبتمبر 1960 في ماريليا في البرازيل. شارك مع منتخب البرازيل لكرة القدم. أما مع النوادي، فقد لعب مع جمعية بورتوغيزا الرياضية ونادي إنترناسيونال ونادي بانغو أتلتيكو ونادي سانتوس ونادي فلامنغو.

## وصلات خارجية
- مارسيو روسيني على موقع قاعدة بيانات كرة القدم.إي يو (الإنجليزية)
- مارسيو روسيني على موقع ناشيونال فوتبول تيمز (الإنجليزية)